# Станіслав Мазур
Станіслав Мечислав Мазур (пол. Stanisław Mieczysław Mazur, 1 січня 1905, Львів — 5 листопада 1981, Варшава, Польща) — польський вчений, математик, професор, доктор Honoris causa Варшавського університету.

## Біографія
Після закінчення в 1923 році львівської гімназії Станіслав Мазур вивчав філософію, а потім з 1925 року математику у Львівському університеті ім. Яна Казимира і в Сорбонні(1923-1926).
У 1926-1935 рр. він був асистентом на кафедрі математичного аналізу Львівського університету.
У 1936 році Станіслав Мазур пройшов курс підвищення кваліфікації з математики. У 1936-1939 працював ад'юнкт-професором і завідувачем кафедри математики Політехнічного інституту у Львові.
Як і його старший колега і наставник Стефан Банах та багато інших польських науковців, Мазур залишається працювати в радянському Львові. В 1939-1941 рр. і 1944–1946 рр. — доцент, завідувач кафедри геометрії Львівського університету і одночасно старший науковий співробітник Інституту математики Академії наук УРСР. З 1941 року — доктор фізико-математичних наук.
Після репатріації до Польщі в 1946–1948 рр. — професор університету в Лодзі, де організував відділення математики, потім з 1948 року очолював кафедру математики, пізніше — кафедру математичного аналізу Варшавського університету, з 1947 року — член-кореспондент Польської академії наук, з 1952 року — дійсний член Польської академії наук.
У 1964–1969 рр. Станіслав Мазур був директором Інституту математики Варшавського університету. Почесний член Польського математичного товариства, а також закордонний член Угорської академії наук.
У 30-х роках був членом Польської об'єднаної робітничої партії. Обирався депутатом Польського Сейму.
15 травня 1978 року Варшавський університет присудив йому почесний докторський ступінь (Honoris causa).

## Наукова діяльність

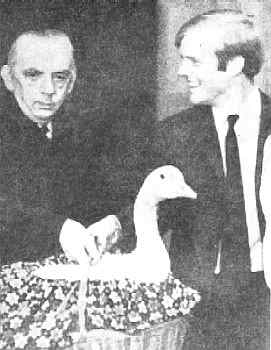
Професор Станіслав Мазур вручає живого гусака шведському математику Перові Онфлу за вирішення задачі з Шотландської книги

Станіслав Мазур був найближчим співробітником знаменитого математика, автора теорії функціонального аналізу Стефана Банаха та одним із засновників Львівської математичної школи.
Ним були розроблені та запроваджені геометричні методи функціонального аналізу.
У 1938 році Мазур першим розробив загальну теорію топологічних векторних просторів.
Був одним з провідних спеціалістів у теорії limes ability, автор Computable Analysis (1963).
Станіслав Мазур був чудовим викладачем, спеціалісти казали, що конспекти його лекцій можна було без жодних правок віддавати до друку. Був гострим на язик, мав особливе почуття гумору. Виховав велику кількість учнів.